# Großer Preis von San Marino 2003
Der Große Preis von San Marino 2003 (offiziell Gran Premio Foster's di San Marino 2003) fand am 20. April auf dem Autodromo Enzo e Dino Ferrari in Imola statt und war das vierte Rennen der Formel-1-Weltmeisterschaft 2003.

## Berichte

### Hintergrund
Nach dem Großen Preis von Brasilien führte Kimi Räikkönen in der Fahrerwertung mit neun Punkten vor David Coulthard und mit zehn Punkten vor Fernando Alonso. In der Konstrukteurswertung führte McLaren-Mercedes mit 16 Punkten vor Renault und mit 23 Punkten vor Ferrari und Williams-BMW.
Ferrari hatte ursprünglich geplant, sein neues Auto, den F2003-GA, in Imola vorzustellen. Probleme mit der Zuverlässigkeit führten jedoch zu der Entscheidung, den F2002 zu fahren. Ferrari erklärte, der F2002 sei immer noch ein konkurrenzfähiges Auto und glaubte, dass es „riskant“ sei, den F2003-GA zu fahren, obwohl das Auto in Mugello und Fiorano getestet wurde.
Mit Michael Schumacher (viermal), Ralf Schumacher, Coulthard und Heinz-Harald Frentzen (jeweils einmal) traten vier ehemalige Sieger zu diesem Grand Prix an.

### Training
Vor dem Sonntagsrennen fanden vier Trainingseinheiten statt – zwei am Freitag und zwei am Samstag. Die Sitzungen am Freitagvormittag und -nachmittag dauerten jeweils eine Stunde. Das dritte und letzte Training fand am Samstagmorgen statt und dauerte 45 Minuten.
Im ersten freien Training sicherte sich Ralf Schumacher die Bestzeit mit 1:21,335 Minuten vor Juan Pablo Montoya und Mark Webber.
Im zweiten freien Training war dann Rubens Barrichello mit 1:22,819 Minuten der Schnellste vor Ralf Schumacher und Webber. Minardi-Fahrer Jos Verstappen krachte in der Variane-Alta-Schikane in die Wand und war damit der erste Fahrer, der im neuen Qualifikationsformat keine konkurrenzfähige Rundenzeit fuhr.

### Qualifikation
Im ersten Qualifikationsabschnitt am Freitag (Vor-Qualifikation) fuhr Michael Schumacher die schnellste Runde vor seinem Teamkollegen Barrichello und seinem Bruder Ralf Schumacher.
Im zweiten Qualifikationsabschnitt am Samstag war ebenfalls Michael Schumacher der Schnellste und sicherte sich so die Pole-Position. Ralf Schumacher und Barrichello belegten die weiteren Plätze.

### Warm Up
Im Warm Up war Coulthard der Schnellste. Er platzierte sich vor Michael Schumacher und Montoya.

### Rennen
Das Rennen fand am Nachmittag statt und startete um 14:00 Uhr Ortszeit bei trockenem und klarem Wetter. Michael Schumacher, der von der Pole-Position gestartet war, verlor bereits vor der ersten Kurve die Führung an seinen Bruder Ralf Schumacher. Webber hatte vom fünften Platz einen schlechten Start und fiel auf den elften Platz zurück. Räikkonen schaffte es, sich um einen Platz auf den fünften Platz zu verbessern. Sein Teamkollege Coulthard hatte den besten Start und er machte vier Plätze gut und landete auf dem achten Platz. Webbers Teamkollege Antonio Pizzonia blieb in der Startaufstellung stehen. Streckenposten schoben Pizzonias Wagen zum Ausgang der Boxengasse, wo es den Jaguar-Mechanikern gelang, den Motor des Wagens neu zu starten, sodass Pizzonia wieder ans Ende des Feldes gelangen konnte.
An der Spitze des Rennens war Michael Schumacher deutlich schneller als sein Bruder, konnte ihn aber erst überholen, als dieser in der 16. Runde nachtankte. Eine Runde später machten auch Barrichello und Montoya ihre Boxenstopps und kehrten in dieser Reihenfolge auf die Strecke zurück. In der folgenden Runde blieb auch Michael Schumacher an der Box stehen. Die beiden McLaren von Räikkönen und Coulthard übernahmen somit die Führung und starteten mit einer Zwei-Stopp-Strategie gegen die drei ihrer Hauptkonkurrenten. Als diese beiden in der 21. bzw. 22. Runde ebenfalls tankten, übernahm Michael Schumacher die Führung vor Ralf Schumacher, Barrichello, Räikkönen, Montoya, Coulthard und Alonso.
Bis zur zweiten Serie von Boxenstopps, die Montoya in Runde 30 eröffnete, passierte praktisch nichts. Allerdings hatte der Kolumbianer ein Problem mit der Betankungsanlage, was ihn zwei Runden später zu einem weiteren Boxenstopp zwang. Obwohl Barrichello auf der Strecke schneller war, konnte er Ralf Schumacher beim Stopp nicht überholen. Zwischen ihnen und Michael Schumacher, der mit gutem Vorsprung an der Spitze lag, schob sich Räikkönen ein, der in der 44. Runde zum zweiten und letzten Mal tankte und vor seinem Teamkollegen und hinter den Schumacher-Brüdern und Barrichello auf die Strecke zurückkehrte.
Die dritte Boxenstoppserie wurde in Runde 48 von Ralf Schumacher eingeleitet, der hinter Räikkönen auf die Strecke zurückkehrte. Drei Durchgänge später tankte auch Barrichello zum dritten Mal, verlor jedoch aufgrund eines Problems mit einer Radmutter Zeit und kehrte als Vierter auf die Strecke zurück, hinter Michael Schumacher, Räikkönen und Ralf Schumacher und vor Coulthard, Alonso und Montoya. Allerdings war Barrichello deutlich schneller als Ralf Schumacher und überholte ihn in der 52. Runde bei Tosa.
Michael Schumacher gewann schlussendlich das Rennen vor Räikkönen und Barrichello. Aufgrund des Todes von Elisabeth Schumacher wenige Stunden zuvor, fuhren ihre Söhne Michael und Ralf das Rennen mit Trauerflor. Die übliche Champagnerdusche nach dem Rennen fiel ebenfalls aus. Die restlichen Punkteplatzierungen belegten Ralf Schumacher, Coulthard, Alonso, Montoya und Jenson Button.
Auf der anschließenden Pressekonferenz nach dem Rennen gab Todt bekannt, dass Michael Schumacher die Entscheidung getroffen hatte, am Grand Prix teilzunehmen, wobei Ferrari ihmr seine volle Unterstützung gewährte. Mercedes-Motorsportchef Norbert Haug drückte den Schumacher-Brüdern sein Mitgefühl aus und lobte sie gleichzeitig für ihre Leistung während des Rennens.
Als Folge des Rennens baute Räikkönen seinen Vorsprung in der Fahrer-Weltmeisterschaft vor seinem Teamkollegen Coulthard auf 13 Punkte aus, während Michael Schumacher mit dem Sieg auf den dritten Platz kletterte. In der Konstrukteursweltmeisterschaft baute McLaren-Mercedes seinen Vorsprung auf 16 Punkte aus, während Ferrari Renault als Zweiter überholte.

## Meldeliste
| Team                       | Nr. | Fahrer                | Chassis         | Motor                 | Reifen |
| -------------------------- | --- | --------------------- | --------------- | --------------------- | ------ |
| Scuderia Ferrari Marlboro  | 01  | Michael Schumacher    | Ferrari F2002   | Ferrari 3.0 V10       | B      |
| Scuderia Ferrari Marlboro  | 02  | Rubens Barrichello    | Ferrari F2002   | Ferrari 3.0 V10       | B      |
| BMW.WilliamsF1 Team        | 03  | Juan Pablo Montoya    | Williams FW25   | BMW 3.0 V10           | M      |
| BMW.WilliamsF1 Team        | 04  | Ralf Schumacher       | Williams FW25   | BMW 3.0 V10           | M      |
| West McLaren Mercedes      | 05  | David Coulthard       | McLaren MP4-17D | Mercedes-Benz 3.0 V10 | M      |
| West McLaren Mercedes      | 06  | Kimi Räikkönen        | McLaren MP4-17D | Mercedes-Benz 3.0 V10 | M      |
| Mild Seven Renault F1 Team | 07  | Jarno Trulli          | Renault R23     | Renault 3.0 V10       | M      |
| Mild Seven Renault F1 Team | 08  | Fernando Alonso       | Renault R23     | Renault 3.0 V10       | M      |
| Sauber Petronas            | 09  | Nick Heidfeld         | Sauber C22      | Petronas 3.0 V10      | B      |
| Sauber Petronas            | 10  | Heinz-Harald Frentzen | Sauber C22      | Petronas 3.0 V10      | B      |
| Jordan-Ford                | 11  | Giancarlo Fisichella  | Jordan EJ13     | Ford RS 3.0 V10       | B      |
| Jordan-Ford                | 12  | Ralph Firman          | Jordan EJ13     | Ford RS 3.0 V10       | B      |
| Jaguar Racing              | 14  | Mark Webber           | Jaguar R4       | Cosworth 3.0 V10      | M      |
| Jaguar Racing              | 15  | Antonio Pizzonia      | Jaguar R4       | Cosworth 3.0 V10      | M      |
| Lucky Strike BAR Honda     | 16  | Jacques Villeneuve    | BAR 005         | Honda 3.0 V10         | B      |
| Lucky Strike BAR Honda     | 17  | Jenson Button         | BAR 005         | Honda 3.0 V10         | B      |
| Minardi F1 Team            | 18  | Justin Wilson         | Minardi PS03    | Cosworth 3.0 V10      | B      |
| Minardi F1 Team            | 19  | Jos Verstappen        | Minardi PS03    | Cosworth 3.0 V10      | B      |
| Panasonic Toyota Racing    | 20  | Olivier Panis         | Toyota TF103    | Toyota 3.0 V10        | M      |
| Panasonic Toyota Racing    | 21  | Cristiano da Matta    | Toyota TF103    | Toyota 3.0 V10        | M      |

## Klassifikationen

### Qualifying
| Pos. | Fahrer                | Konstrukteur     | Q1       | Q2         | Start |
| ---- | --------------------- | ---------------- | -------- | ---------- | ----- |
| 01   | Michael Schumacher    | Ferrari          | 1:20,628 | 1:22,327   | 01    |
| 02   | Ralf Schumacher       | Williams-BMW     | 1:21,193 | 1:22,341   | 02    |
| 03   | Rubens Barrichello    | Ferrari          | 1:21,082 | 1:22,557   | 03    |
| 04   | Juan Pablo Montoya    | Williams-BMW     | 1:21,490 | 1:22,789   | 04    |
| 05   | Mark Webber           | Jaguar-Cosworth  | 1:21,669 | 1:23,015   | 05    |
| 06   | Kimi Räikkönen        | McLaren-Mercedes | 1:22,147 | 1:23,148   | 06    |
| 07   | Jacques Villeneuve    | BAR-Honda        | 1:21,926 | 1:23,160   | 07    |
| 08   | Fernando Alonso       | Renault          | 1:22,809 | 1:23,169   | 08    |
| 09   | Jenson Button         | BAR-Honda        | 1:21,891 | 1:23,381   | 09    |
| 10   | Olivier Panis         | Toyota           | 1:22,765 | 1:23,460   | 10    |
| 11   | Nick Heidfeld         | Sauber-Petronas  | 1:22,911 | 1:23,700   | 11    |
| 12   | David Coulthard       | McLaren-Mercedes | 1:22,326 | 1:23,818   | 12    |
| 13   | Cristiano da Matta    | Toyota           | 1:24,854 | 1:23,838   | 13    |
| 14   | Heinz-Harald Frentzen | Sauber-Petronas  | 1:22,531 | 1:23,932   | 14    |
| 15   | Antonio Pizzonia      | Jaguar-Cosworth  | 1:22,919 | 1:24,147   | 15    |
| 16   | Jarno Trulli          | Renault          | 1:23,100 | 1:24,190   | 16    |
| 17   | Giancarlo Fisichella  | Jordan-Ford      | 1:22,724 | 1:24,317   | 17    |
| 18   | Justin Wilson         | Minardi-Cosworth | 1:25,195 | 1:25,826   | Box   |
| 19   | Ralph Firman          | Jordan-Ford      | 1:24,360 | 1:26,357   | Box   |
| 20   | Jos Verstappen        | Minardi-Cosworth | 1:24,990 | keine Zeit | Box   |

Anmerkungen
1. 1 2 3  Wilson, Firman und Verstappen starteten das Rennen aus der Boxengasse.

### Rennen
| Pos. | Fahrer                | Konstrukteur     | Runden | Stopps | Zeit        | Start | Schnellste Runde |
| ---- | --------------------- | ---------------- | ------ | ------ | ----------- | ----- | ---------------- |
| 01   | Michael Schumacher    | Ferrari          | 62     | 3      | 1:28:12,058 | 01    | 1:22,491 (17.)   |
| 02   | Kimi Räikkönen        | McLaren-Mercedes | 62     | 2      | + 1,882     | 06    | 1:22,810 (21.)   |
| 03   | Rubens Barrichello    | Ferrari          | 62     | 3      | + 2,291     | 03    | 1:22,775 (21.)   |
| 04   | Ralf Schumacher       | Williams-BMW     | 62     | 3      | + 8,803     | 02    | 1:23,265 (29.)   |
| 05   | David Coulthard       | McLaren-Mercedes | 62     | 2      | + 9,411     | 12    | 1:23,200 (20.)   |
| 06   | Fernando Alonso       | Renault          | 62     | 2      | + 43,689    | 08    | 1:23,844 (60.)   |
| 07   | Juan Pablo Montoya    | Williams-BMW     | 62     | 4      | + 45,271    | 04    | 1:22,946 (32.)   |
| 08   | Jenson Button         | BAR-Honda        | 61     | 2      | + 1 Runde   | 09    | 1:23,972 (15.)   |
| 09   | Olivier Panis         | Toyota           | 61     | 3      | + 1 Runde   | 10    | 1:25,123 (36.)   |
| 10   | Nick Heidfeld         | Sauber-Petronas  | 61     | 3      | + 1 Runde   | 11    | 1:25,329 (38.)   |
| 11   | Heinz-Harald Frentzen | Sauber-Petronas  | 61     | 2      | + 1 Runde   | 14    | 1:24,874 (34.)   |
| 12   | Cristiano da Matta    | Toyota           | 61     | 3      | + 1 Runde   | 13    | 1:24,705 (15.)   |
| 13   | Jarno Trulli          | Renault          | 61     | 2      | + 1 Runde   | 16    | 1:25,444 (13.)   |
| 14   | Antonio Pizzonia      | Jaguar-Cosworth  | 60     | 2      | + 2 Runden  | 15    | 1:24,733 (36.)   |
| 15   | Giancarlo Fisichella  | Jordan-Ford      | 57     | 2      | + 5 Runden  | 17    | 1:24,730 (27.)   |
| –    | Mark Webber           | Jaguar-Cosworth  | 54     | 4      | DNF         | 05    | 1:24,258 (30.)   |
| –    | Ralph Firman          | Jordan-Ford      | 51     | 2      | DNF         | Box   | 1:25,539 (45.)   |
| –    | Jos Verstappen        | Minardi-Cosworth | 38     | 1      | DNF         | Box   | 1:26,835 (35.)   |
| –    | Justin Wilson         | Minardi-Cosworth | 23     | 1      | DNF         | Box   | 1:26,354 (23.)   |
| –    | Jacques Villeneuve    | BAR-Honda        | 19     | 1      | DNF         | 07    | 1:24,108 (16.)   |

## WM-Stände nach dem Rennen
Die ersten acht des Rennens bekamen 10, 8, 6, 5, 4, 3, 2 bzw. 1 Punkt(e).

### Fahrerwertung
| Pos. | Fahrer                | Konstrukteur     | Punkte |
| ---- | --------------------- | ---------------- | ------ |
| 01   | Kimi Räikkönen        | McLaren-Mercedes | 32     |
| 02   | David Coulthard       | McLaren-Mercedes | 19     |
| 03   | Michael Schumacher    | Ferrari          | 18     |
| 04   | Fernando Alonso       | Renault          | 17     |
| 05   | Rubens Barrichello    | Ferrari          | 14     |
| 06   | Ralf Schumacher       | Williams-BMW     | 13     |
| 07   | Giancarlo Fisichella  | Jordan-Ford      | 10     |
| 08   | Juan Pablo Montoya    | Williams-BMW     | 10     |
| 09   | Jarno Trulli          | Renault          | 9      |
| 10   | Heinz-Harald Frentzen | Sauber-Petronas  | 7      |

| Pos. | Fahrer             | Konstrukteur     | Punkte |
| ---- | ------------------ | ---------------- | ------ |
| 11   | Jacques Villeneuve | BAR-Honda        | 3      |
| 12   | Jenson Button      | BAR-Honda        | 3      |
| 13   | Nick Heidfeld      | Sauber-Petronas  | 1      |
| 14   | Mark Webber        | Jaguar-Cosworth  | 0      |
| 15   | Olivier Panis      | Toyota           | 0      |
| 16   | Cristiano da Matta | Toyota           | 0      |
| 17   | Ralph Firman       | Jordan-Ford      | 0      |
| 18   | Jos Verstappen     | Minardi-Cosworth | 0      |
| 19   | Antonio Pizzonia   | Jaguar-Cosworth  | 0      |
| –    | Justin Wilson      | Minardi-Cosworth | 0      |

### Konstrukteurswertung
| Pos. | Konstrukteur     | Punkte |
| ---- | ---------------- | ------ |
| 01   | McLaren-Mercedes | 51     |
| 02   | Ferrari          | 32     |
| 03   | Renault          | 26     |
| 04   | Williams-BMW     | 23     |
| 05   | Jordan-Ford      | 10     |

| Pos. | Konstrukteur     | Punkte |
| ---- | ---------------- | ------ |
| 06   | Sauber-Petronas  | 8      |
| 07   | BAR-Honda        | 6      |
| 08   | Jaguar-Cosworth  | 0      |
| 09   | Toyota           | 0      |
| 10   | Minardi-Cosworth | 0      |